# Compagnie des Fromages et RichesMonts
Compagnie des Fromages et RichesMonts (CF&R) er en fransk fødevarevirksomhed, som er specialiseret i fremstilling og markedsføring af fransk ost.
CF&R's ledende mærker er Le Rustique, Coeur de Lion, RichesMonts, St André og Révérend.
CF&R blev etableret i 2008 ved en fusion mellem La Compagnie des Fromages (Bongrain) og Les Fromageries RichesMonts (Sodiaal). I dag fungerer det som et joint venture mellem Bongrain og Sodiaal.
CF&R's franske hovedkvarter er i Puteaux nær Paris.